# Franz Albl
Franz Borgias Emilian Albl (* 11. Oktober 1849 in Mokotil; † 22. Juli 1912) war ein österreichischer Landwirt und Politiker. Er war Bürgermeister von Mokotil und von 1895 bis 1901 Landtagsabgeordneter im Königreich Böhmen.

## Leben und Wirken
Seine Ausbildung erwarb sich Albl größtenteils als Autodidakt. Er wuchs in einer Landwirtschaft auf und wurde wie sein Vater Franz Albl Bauer in seinem Geburtsort Mokotil. 1885 erfolgte seine Wahl zum Vorsitzenden des Wirtschaftsvereins in Rudig, wodurch er größere Anerkennung erlangte. Dadurch gelang ihm 1888 die erfolgreiche Wahl zum Bürgermeister in Mokotil. Dieses Amt übte er zunächst sechs Jahre bis 1894 aus. Auf seine Initiative hin wurde 1898 ein einklassige Volksschule für Mokotil und Przibenz gebildet und im selben Jahre für 16.000 Kronen ein Schulgebäude in Mokotil errichtet.
1893 gründete Albl einen weiteren Wirtschaftsverein und eine Viehversicherungsgenossenschaft. Zusammen mit A. Steiner gründete er außerdem die Wirtschaftskreditgenossenschaft in Podbořany, den Verein für Hopfenanbau in Saaz und das Rübenkartell für Nordwestböhmen.
In den 1890er Jahren engagierte er sich auch in der Landespolitik. Bei den Wahlen am 20. November 1895 wurde er für die Landgemeinden des Wahlkreises Saaz mit absoluter Mehrheit in den Landtag des Königreichs Böhmen gewählt. Dort präsentierte er sich als Deutschliberaler, der die föderalistischen Bestrebungen nichtdeutscher Ethnien ablehnte. Albl war im Landtag bis 1901 vertreten.
Sein Grab befindet sich auf dem Friedhof in Přibenice.